# Sarah Palacin
Sarah Palacin, née le 2 septembre 1988 à Longjumeau en Essonne, est une footballeuse française évoluant au poste d'attaquante.

## Biographie

### Carrière en club
Sarah Palacin commence le football à l'âge de 9 ans dans le club du Plessis-Pâté dans l'Essonne avec les garçons. Elle reste dans les équipes mixtes de ce club jusqu'à l'âge de 15 ans. Elle rejoint ensuite le FCF Val d'Orge. 
En 2008, elle rejoint le Football féminin Issy-les-Moulineaux évoluant alors en Division 3. Elle participe la première année à la montée du club en D2. En 2011, elle découvre la première division avec l'AS Saint-Étienne et y reste cinq années. Elle évolue une saison au Paris Saint-Germain, en 2016-2017. À cette occasion, elle joue deux matchs de Ligue des champions.
En juin 2017, elle signe au FC Fleury 91. Deux ans plus tard, elle rejoint l'Olympique de Marseille. Elle rejoint l'OGC Nice à l'été 2020.

### Carrière en sélection
Sarah Palacin participe à deux matchs avec équipe de France B en 2015 et 2016.

## Statistiques
| Saison                | Club                   | Championnat           | Championnat | Championnat | Coupe(s) nationale(s) | Coupe(s) nationale(s) | Compétition(s) continentale(s) | Compétition(s) continentale(s) | Compétition(s) continentale(s) | Total | Total |
| Saison                | Club                   | Division              | M.          | B.          | M.                    | B.                    | Comp.                          | M.                             | B.                             | M.    | B.    |
| 2008-2009             | FF Issy                | Division 3            | 11          | 5           | 3                     | 0                     | -                              | -                              | -                              | 14    | 5     |
| 2009-2010             | FF Issy                | Division 2            | 21          | 25          | 4                     | 2                     | -                              | -                              | -                              | 25    | 27    |
| 2010-2011             | FF Issy                | Division 2            | 21          | 11          |                       |                       | -                              | -                              | -                              | 21    | 11    |
| Sous-total            | Sous-total             | Sous-total            | 53          | 41          | 7                     | 2                     | -                              | -                              | -                              | 60    | 43    |
| 2011-2012             | AS Saint-Étienne       | Division 1            | 21          | 6           | 2                     | 0                     | -                              | -                              | -                              | 23    | 6     |
| 2012-2013             | AS Saint-Étienne       | Division 1            | 21          | 4           | 4                     | 3                     | -                              | -                              | -                              | 25    | 7     |
| 2013-2014             | AS Saint-Étienne       | Division 1            | 20          | 4           |                       |                       | -                              | -                              | -                              | 20    | 4     |
| 2014-2015             | AS Saint-Étienne       | Division 1            | 21          | 15          | 5                     | 3                     | -                              | -                              | -                              | 26    | 18    |
| 2015-2016             | AS Saint-Étienne       | Division 1            | 19          | 8           | 2                     | 0                     | -                              | -                              | -                              | 21    | 8     |
| Sous-total            | Sous-total             | Sous-total            | 102         | 37          | 13                    | 6                     | -                              | -                              | -                              | 115   | 43    |
| 2016-2017             | Paris Saint-Germain    | Division 1            | 6           | 1           | 2                     | 2                     | C1                             | 2                              | 0                              | 10    | 3     |
| Sous-total            | Sous-total             | Sous-total            | 6           | 1           | 2                     | 2                     | -                              | 2                              | 0                              | 10    | 3     |
| 2017-2018             | FC Fleury 91           | Division 1            | 22          | 3           | 1                     | 0                     | -                              | -                              | -                              | 23    | 3     |
| 2018-2019             | FC Fleury 91           | Division 1            | 9           | 0           | 0                     | 0                     | -                              | -                              | -                              | 9     | 0     |
| Sous-total            | Sous-total             | Sous-total            | 31          | 3           | 1                     | 0                     | -                              | -                              | -                              | 32    | 3     |
| 2019-2020             | Olympique de Marseille | Division 1            | 9           | 0           | 1                     | 0                     | -                              | -                              | -                              | 10    | 0     |
| Sous-total            | Sous-total             | Sous-total            | 9           | 0           | 1                     | 0                     | -                              | -                              | -                              | 10    | 0     |
| Total sur la carrière | Total sur la carrière  | Total sur la carrière | 201         | 82          | 24                    | 10                    | -                              | 2                              | 0                              | 227   | 92    |